# Белоколос, Евгений Дмитриевич
Евгений Дмитриевич Белоколос (род. 6 ноября 1939 года в Сталино) — советский и украинский физик, специалист в области математической и теоретической физики. Доктор физико-математических наук (1983), профессор (1989). Заслуженный деятель науки и техники Украины (2000), лауреат Премии им. Н. Боголюбова НАНУ (2008), Государственной премии Украины в области науки и техники (2013).

## Биография
Евгений Белоколос родился 6 ноября 1939 года в Сталино (ныне Донецк) в семье будущего дипломата Дмитрия Белоколоса. В 1962 году окончил Московский инженерно-физический институт.
С 1965 года работал заведующим лабораторией, старшим научным сотрудником, учёным секретарём Донецкого физико-технического института АН УССР. В 1970 году перебрался в Киев, став старшим научным сотрудником Института теоретической физики АН УССР, в 1985 году занял должность старшего научного сотрудника Института металлофизики НАНУ; с 1995 года работал главным научным сотрудником, заведующим отделом Института магнетизма НАНУ.
В 1967—1970 годах преподавал в Донецком университете на физическом факультете курсы лекций: «Квантовая механика», «Теория твёрдого тела», «Теория групп»; и с 1982 года в Киевском университете курсы: «Методы математической физики», «Электродинамика» «Избранные разделы теоретической физики и радиофизики», «Квантовая интегрированность и квантовая информация».
Выдвинул (вместе с Е. Динабургом и Я. Синаем) спектральную теорию оператора Шрёдингера с квазипериодическим потенциалом. Доказал, что точным решением задачи Пейерлс-Фрелиха являются конечнозонные потенциалы. Установил вместе с Д. Петриной связь между методами аппроксимирующего гамильтониана Н. Боголюбова и конечнозонного интегрирования. С помощью теории редукции Вайерштрасса-Пуанкаре построил развязки алгебраически интегрированных нелинейных дифференциальных уравнений в терминах эллиптических функций (вместе с В. Енольским). Применил бесконечно делимые и устойчивые случайные величины к проблемам статистической механики; использовал модульную функцию для изучения доменных структур; исследовал интегрированность гамильтониана сверхпроводимости.

## Труды
- Belokolos E.D. Initial and boundary value problems for the sine-Gordon equation. — In: «Algebraic and Geometric methods in Mathematical Physics», eds., A. Boutet de Monvel and V. Marchenko, Netherlands: Kluwer Acad. Publ. 1996, pp 263—275.
- Belokolos E.D., Kolezhuk A.K., Musienko O.A. Exactly solvable model of statistical mechanics with a countable set of phases. — Phys. Rev. Lett. v. 67, N 1, 74—76, 1991.
- Belokolos E.D., Bobenko A.I., Enolskii V.Z, Matveev V.B. Algebraic-geometric principles of superposition of finite-zone solutions of integrable non-linear equations. — Russian Math. Surveys., V. 41, 1—49, 1986.
- Belokolos E.D., Petrina D.Ya. On a connection of the approximating Hamiltonian method and the finite-gap integration method. — Doklady AN SSSR, v. 275, N 3, 580—582, 1984.
- Belokolos E.D., Bobenko A.I., Enolskii V.Z.,Its A.R., Matveev V.B. Algebro-geometrical approach to nonlinear integrable equations. — Springer Series in Nonlinear Dynamics, Berlin: Springer-Verlag 1994, XII+320 p.
- Belokolos E.D. Peierls-Frohlich problem and potentials with finite number of gaps. — Teoret. Mat. Fiz., v.45, N2, 268—275, 1980; ibid., v.48, N1, 60—69, 1981.
- Belokolos E.D. Quantum particle in one-dimensional deformed lattice. — Teoret. Mat. Fiz., v.23, N3, 344—357, 1975; ibid., v.26, N1, 35—41, 1976.